# The Datsuns
The Datsuns es un grupo de hard rock originario de la ciudad de Cambridge, Nueva Zelanda.

## Historia
En 1997, Dolf de Borst, Phil Buscke y Matt Osment forman un grupo llamado Trinket cuando aún están en el instituto. Poco después se añade Christian Livingstone como segundo guitarrista. No fue hasta agosto de 2000 cuando empezaron a componer y grabar material propio, editando en vinilo de 7 pulgadas la canción Super Gyration!. En 2002, después de salir repetidas veces en programas de la BBC británica, el grupo firma un contrato con el sello V2 y graba su primer álbum, homónimo, que alcanzó gran repercusión en Gran Bretaña, así como en Australia y en su país de origen, Nueva Zelanda, llegando a ser catalogado como el futuro del rock por varias revistas sensacionalistas británicas. En 2003 tocan junto con Ozzy Osbourne, Korn o Marilyn Manson en el festival Ozzfest. Un año después abren para Metallica en la gira australiana del grupo estadounidense. Ese mismo año se edita el segundo álbum de la banda, titulado Outta Sight Outta Mind, producido por el ex de Led Zeppelin John Paul Jones. A pesar de este invitado de lujo, el disco no logró tan notables críticas con respecto al primer trabajo de la banda.
Dos años después, en 2006, se lanza el tercer trabajo de los neozelandeses, Smoke And Mirrors. El álbum siguió con la tónica de su predecesor y no recibió las críticas esperadas.

## Formación
- Dolf de Borst - Voz y bajo
- Phil Buscke - Guitarra líder
- Chris Livingstone - Guitarra rítmica
- Ben Cole - Batería

## Discografía
| Álbumes |                         |                                                             |     |               |   |
| 2002    | The Datsuns             | HellsquadRecords, Sweet Nothing, In-Fidelity Recordings, V2 | #1  | Nueva Zelanda |   |
| 2004    | Outta Sight, Outta Mind | HellsquadRecords, V2                                        | #7  | Nueva Zelanda |   |
| 2006    | Smoke & Mirrors         | EMI, HellsquadRecords, V2                                   | #16 |               |   |
| 2008    | Headstunts              | Cooking Vinyl, HellsquadRecords, Speak n Spell              |     |               |   |
| 2012    | Death Rattle Boogie     | HellsquadRecords                                            |     |               |   |
| 2014    | Deep Sleep              | HellsquadRecords, V2                                        |     |               |   |
| EP      |                         |                                                             |     |               |   |
| 2003    | Harmonic Generator      | (edición japonesa)                                          | -   | -             | - |
| 2006    | Stuck Here for Days     |                                                             | -   | -             |   |

- Datos: Q1664019
- Multimedia: The Datsuns / Q1664019